# Tetragonia pedunculata
Tetragonia pedunculata là một loài thực vật có hoa trong họ Phiên hạnh. Loài này được Phil. miêu tả khoa học đầu tiên năm 1872.